# 木桶理論

木桶理論示意圖

木桶理論（英語：Cannikin law或Buckets effect）也稱木桶原理、木桶定律或短板效應，是種可能被誤傳由勞倫斯·彼得於其著作《彼得原理》中所提出的概念，但其實際提出者仍有待查證。當處在最短的那塊木板時，將可能會影響到該整體的水準，例如當公司的某個經銷商或代理商成為「最短木板」時，他們會對公司業績造成嚴重的影響。